# 馬克斯韋爾 (新墨西哥州)
馬克斯韋爾（英語：Maxwell）是位於美國新墨西哥州科爾法克斯縣的村。

## 人口
根據2020年美國人口普查的數據，馬克斯韋爾的面積為1.23平方千米，皆為陸地。當地共有人口224人，而人口密度為每平方千米182人。